# Moravičany
Obec Moravičany (hanácky Moravičanê, německy Morawitschan) se nachází v okrese Šumperk v Olomouckém kraji. Žije zde přibližně 1 400 obyvatel.

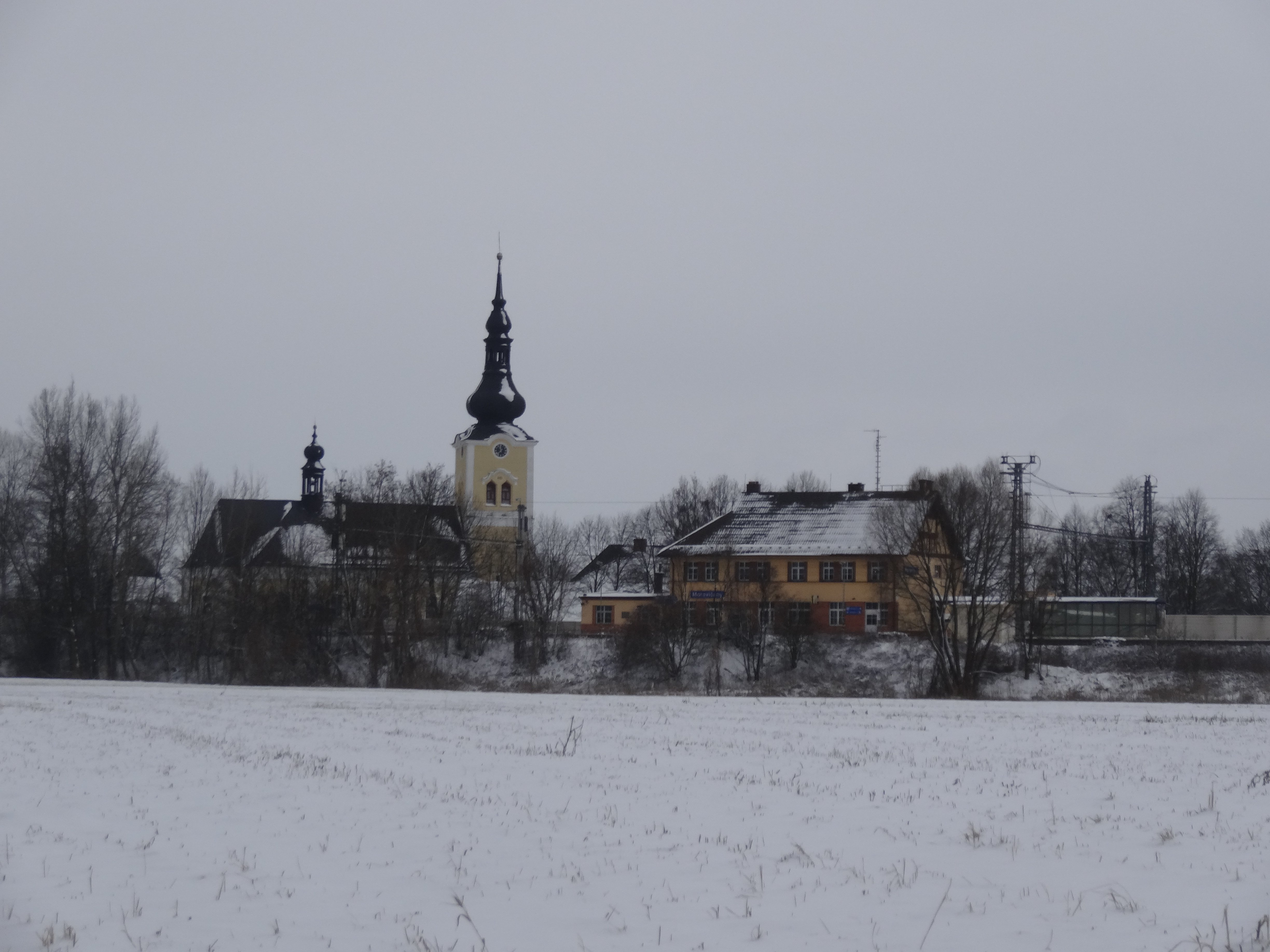
Moravičanské nádraží s kostelem sv. Jiří

Symbolem obce je kráčející kohout (pečeť obce z roku 1646), který je vyobrazen na moravičanském znaku i vlajce.

## Název
Na vesnici bylo přeneseno původní pojmenování jejích obyvatel Moravičané, které označovalo lidi, kteří přišli z (neznámé) osady jménem Moravice.

## Historie
První písemná zmínka o obci pochází z roku 1249. Po Mohelnici (1140) a Žádlovicích (1078) jsou Moravičany třetí nejstarší obcí na severozápadní Moravě.

### Pravěk[4]
Obec patří k nejstarším osídleným lokalitám v okrese Šumperk a je významnou archeologickou lokalitou. První stopy osídlení pochází z mladší doby kamenné (neolit). Zdejší vykopávky dokazují existenci dvou kultur: kultura s lineární keramikou a kultura s moravskou malovanou keramikou a to v období 5000–1800 př. Kr. V období eneolitu se zachovaly stopy po několika kmenech, které tehdy pronikly na naše území. Do tohoto období jsou řazeny kultury se zvoncovitými poháry a kultury popelnicových polí, po kterých byly taktéž zjištěny stopy. Také mohylové kultury zde zanechaly stopu na sklonku starší doby bronzové, dokladem této kultury jsou objevy rozoraných hrobů na Dlouhých Dílečcích z období 15.–13. století př. Kr. Kultury popelnicových polí osídlovaly tento kraj ve 13.–4. století př. Kr. Důkazem hustého osídlení je velké množství nálezů této lužické kultury. V prostoru kostel svatého Jiří a v lokalitě na Dílečcích bylo objeveno mnoho nádob, bronzových i železných předmětů, a také významné popelnicové pohřebiště na Dílečcích o rozloze 1800 metrů čtverečných.
Život lidu popelnicových polí byl ve 4. století př. Kr. porušen vpádem Keltů do našich zemí. Na území Moravičan byla nalezena keramika, která se již vyráběla pomocí hrnčířských kruhů. V roce 1999 náhodně objevil archeolog Jaroslav Peška na březích Moravičanského jezera vydlabanou keltskou kupeckou loď o délce 10 metrů (monoxyl). Unikátní tři tisíce let starý nález je zakonzervován a vystaven ve Vlastivědném muzeu v Olomouci. Další stopy osídlení dokazuje minulost Germánských kmenů. V 6.–8. století po Kr. se na území Moravičan nachází první staroslovanské osady. Byly objeveny základy tří polozemnic o půdorysu 3 x 3 metry v lokalitě Dílečky. Další stopy po Slovanech pochází z 9. století. Důkazem osídlení jsou nálezy zlatých a bronzových šperků, železných zbraní a kosterních pozůstatků. Touto dobou existovaly slovanské osady u kostela a obranné hradiště nad soutokem Moravy a Třebůvky (známé jako slovanské hradiště v Doubravě (přírodní rezervace).
Archeologické výzkumy na území Moravičan prováděli: Josef Novák, Josef Horký, Jiří Adamec, Rudolf Fišar, Jiří Nekvasil a Rudolf Tichý v 50. a 60. letech 20. století, v těchto lokalitách: Hliník, Dílečky, Dlouhé Dílečky, Kouřilka (Mitrovice), kostel sv. Jiří, Záhumení a na březích řek Třebůvky a Moravy.
Archeologické objevy:
- 1979 – Při stavbě vodojemů byly objeveny kosterní pozůstatky ženy s náhrdelníkem, 22 mramorových perel, podélně provrtaných a spojených šňůrou, jedná se o jedinečný nález na Moravě, neboť náhrdelník není domácí výrobek, ale pochází z Maďarska či Balkánu, pravděpodobně šlo o ženu z balkánských kmenů, která zde zemřela v době eneolitu.[4]
- 1999 – Unikátní nález keltské kupecké lodi', o délce 10,5 metrů, šířce 1 metr, tloušťce 0,6 metrů a o hmotnosti 2 tuny, loď byla vydlabána z jednoho kusu dřeva, objevil ji tehdejší ředitel Vlastivědného muzea Jaroslav Peška při rybaření.[7]
- Ve 20. století byl v kostele objeven relikviář Druhů sv. Mořice o velikosti 41,7 cm a 13,2 cm, jehož počátky sahají do konce 15. století, v současné době je zapůjčen do stálé expozice Arcidiecézního muzea v Olomouci.[10]

### Středověk
První písemná zmínka o Moravičanech je z roku 1200, kdy na jedné listině je uveden jako svědek Búz z Moravičan. Ovšem tato listina je podvržena, takže první oficiální uznanou písemnou zmínkou je listina z roku 1249, kde je uveden Zpytat z Moravičan. Do roku 1379 patřily Moravičany s okolními obcemi pod bouzovské panství a právě v tomto roce Moravičany prodal Beneš z Búzova litomyšlskému biskupovi Albertu ze Šternberka za 866 hřiven. A od roku 1381 se novými držiteli Moravičan stávají kartuziáni, jimž biskup Albert v Tržku u Litomyšle zřídil klášter a věnoval jim Moravičany, Palonín, Dolany a Tovéř. Kartuziánský řád spravoval nejen ves, ale i celou farnost s kostelem sv. Jiří. Pod moravičanskou faru patřilo mnoho okolních obcí: Palonín, Bílá Lhota, Řimice, Červená Lhota, Hrabí a Trpín. Počátkem 15. století byl v obci postaven mlýn, obec je osídlena po březích řeky Třebůvky. V roce 1500 se plánovitě vybudovala náves se selskými statky.

### Novověk do roku 1848
Během třicetileté války celá dědina vyhořela. V roce 1679 je poprvé zmiňováno zdejší školství, a to v souvislosti s obnovou školy, která byla zničena za třicetileté války. V roce 1754 obec navštívila císařovna Marie Terezie. Zpráva sčítací komise z roku 1771 hovoří o tom, že: „Poddaní v Moravičanech jsou zámožní, dobří hospodáři, poslušní a tiší poddaní, jsou tam výstavné domy, dobře obdělaná pole, takže tu není pociťována žádná bída a zdražení.“ V důsledku Josefínských reforem byl roku 1782 zrušen kartuziánský řád. Od té doby obec patřila pod doubravické panství až do roku 1848. V roce 1786 vzniká samostatná německá osada Tkanovice (severní část Moravičan), která se později počešťuje, což je v tomto kraji výjimkou. Samostatnost Tkanovic setrvává až do roku 1849. Moravičanská farnost v této době spravovala nejen Moravičany a okolní dědiny, ale nějaký čas i Loštice, Maletín, Dolní Hynčinu, Studenou Loučku, Měrotín, Bílou Lhotu a dokonce i Zábřeh.

### 1848–1918
Po roce 1848 se obec osamostatnila a byla nejvyspělejší zemědělskou obcí mohelnického soudního okresu (součást politického okresu Zábřeh). V roce 1860 celá obec podruhé vyhořela, ale brzy se obnovila. V letech 1842–1845 se budovala přes obec jedna z prvních železnic střední Evropy tzv. Severní státní dráha z Olomouce do Prahy. Ovšem stanice zde byla postavena až v roce 1890. V roce 1888 byl postaven v obci nýtovaný silniční most přes řeku Třebůvku. Od roku 1892 je v obci zřízen poštovní úřad. Za první světové války zahynulo 19 místních mužů, jejich jména jsou vytesána na pomníku v obci.

### 1918–1938
V roce 1918 byla vystavěna nádražní budova Moravičany-Loštice. Ze zdejšího nádraží se do světa vyvážely slavné olomoucké tvarůžky z Loštic. Továrníkem V. Kratochvílem byla roku 1918 zprovozněna továrna amerických dřevěných kolíčků, párátek a kopyt pro zlínské závody Tomáše Bati. V roce 1920 je založena sportovní organizace Orel Moravičany a rok později také tělocvičná organizace Sokol Moravičany. V obci působí od roku 1924 fotbalový klub (pozdější TJ Tatran Moravičany) a v roce 1938 je založen místní spolek Červený kříž.

### 1938–1945
Dne 11. října 1938 byly německým vojskem obsazeny Moravičany a okolní moravské vesnice. Byl přerušen železniční provoz na trati. Proti záboru čistě českých obcí se postavily mnohé vlivné osobnosti i místní činitelé, proto byly dne 24. listopadu 1938 z německého záboru Moravičany vypuštěny společně s obcemi Červenka a Střelice. V průběhu druhé světové války se v Moravičanech formovalo rozsáhlé odbojové hnutí. Oběťmi této protinacistické činnosti se stali moravičanští odbojáři František Kruš a Rostislav Ambrož. Jména všech obětí této války jsou vytesána na pomníku Plačící ženy od sochaře Julia Pelikána. Dne 7. května 1945 ustupující německá vojska odstřelila železniční most přes Moravu. Ruská osvobozenecká vojska vtáhla do obce 9. května 1945. V obci nastal poválečný zmatek, neboť do 20. května 1945 nefungovalo železniční spojení a tisíce lidí se snažily dostat domů. V Moravičanech na nádraží byl zřízen charitní lazaret pro nemocné a raněné. Několik osob zde také zahynulo, byli pohřbeni na místním hřbitově.

### 1946–1989
Po květnu 1945 byla obec administrativně navrácena k Mohelnicku. Po roce 1948 byla továrna na dřevěné zboží znárodněna a včleněna do UP závody Bučovice. V roce 1968 se zaměstnancům místního nádraží podařilo blokovat jízdu ruského okupačního vlaku do Prahy. V roce 1976 se k obci připojily dvě části: Doubravice a Mitrovice, zároveň zanikl statut vsi Tkanovice.

## Přírodní poměry
Obec Moravičany geomorfologicky leží v provincii Česká vysočina, v Krkonošsko-jesenické subprovincii, v Jesenické oblasti v Mohelnické brázdě. Povrch katastru obce je rovinatý, nadmořská výška se pohybuje od 243 do 257 metrů, což je podprůměrná nadmořská výška České republiky (430 metrů). Nejvyšším blízkým bodem je vrch Hradisko (316 metrů), který ovšem spadá pod katastr obce Stavenice. Historickým vývojem spadá obec Moravičany do oblasti Hané. Moravičany jsou jednou z nejsevernějších hanáckých obcí s původním moravským obyvatelstvem. Obec patří do svazku obcí Mikroregion Mohelnicko.

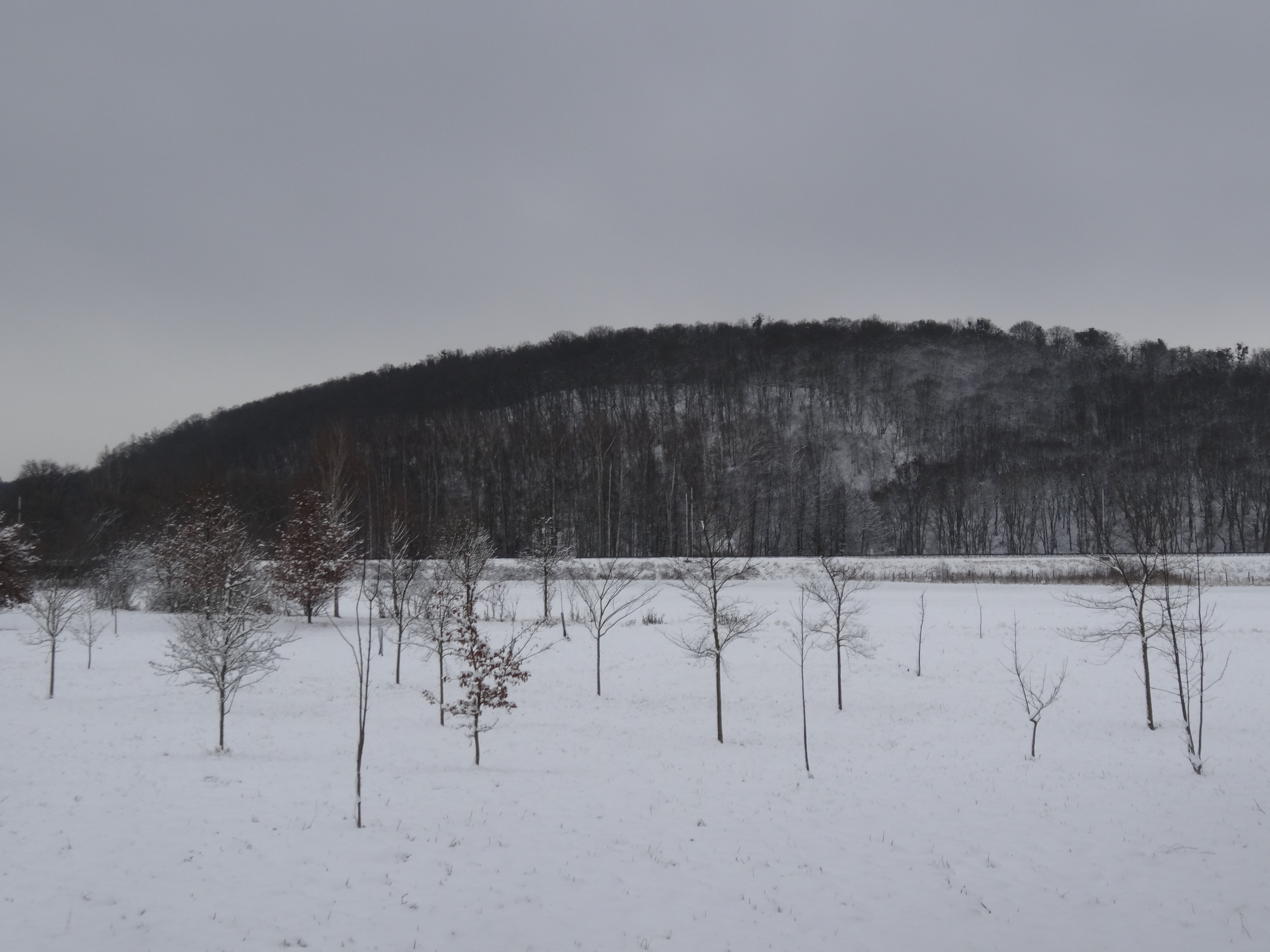
Doubrava u Moravičan

Na území obce se nachází chráněná krajinná oblast Litovelské Pomoraví s několika významnými přírodními lokalitami: Doubrava (přírodní rezervace), Kačení louka, Moravičanské jezero, Zátrže a Za mlýnem.
Obcí protéká řeka Třebůvka, která se zde vlévá do Moravy. Severně od obce se nachází Moravičanské jezero (Bagr), které vzniklo těžbou štěrkopísku. Oblast spadá do povodí řeky Moravy a úmoří Černého moře.
Krovy moravičanského kostela sv. Jiří ukrývají početné kolonie netopýrů. Při posledním sčítání na jaře roku 2017 jich zde žilo okolo 900 kusů. Jedná se o významné hnízdiště těchto druhů: netopýr vodní, netopýr velký a netopýr rezavý. V centru obce na starém komíně se také nachází hnízdiště čápa bílého. Čápi na zimu migrují, takže spatřit je zde je možné od jara do brzkého podzimu. Tento druh se v ČR rozšířil až počátkem 20. století. Od roku 1992 je Čáp bílý chráněn jako ohrožený druh.
Obec patří do teplé podnebné oblasti ČR a roční průměrná teplota vzduchu je 9 °C. Průměrný roční úhrn srážek se pohybuje v rozmezí 600–700 mm. Oblast je velmi významná jako zásobárna podzemních vod. Převažuje zde nivní půdní typ, o kterém svědčí těžba písku a štěrkopísku v místním jezeře.
V Moravičanech na soutoku řek Moravy a Třebůvky se nachází stanice Českého hydrometeorologického ústavu, která slouží ke kontrole a měření stavu povrchové vody na řece Moravě. Hladina a průtok řeky Moravy se zde měří již od roku 1911.

## Pamětihodnosti

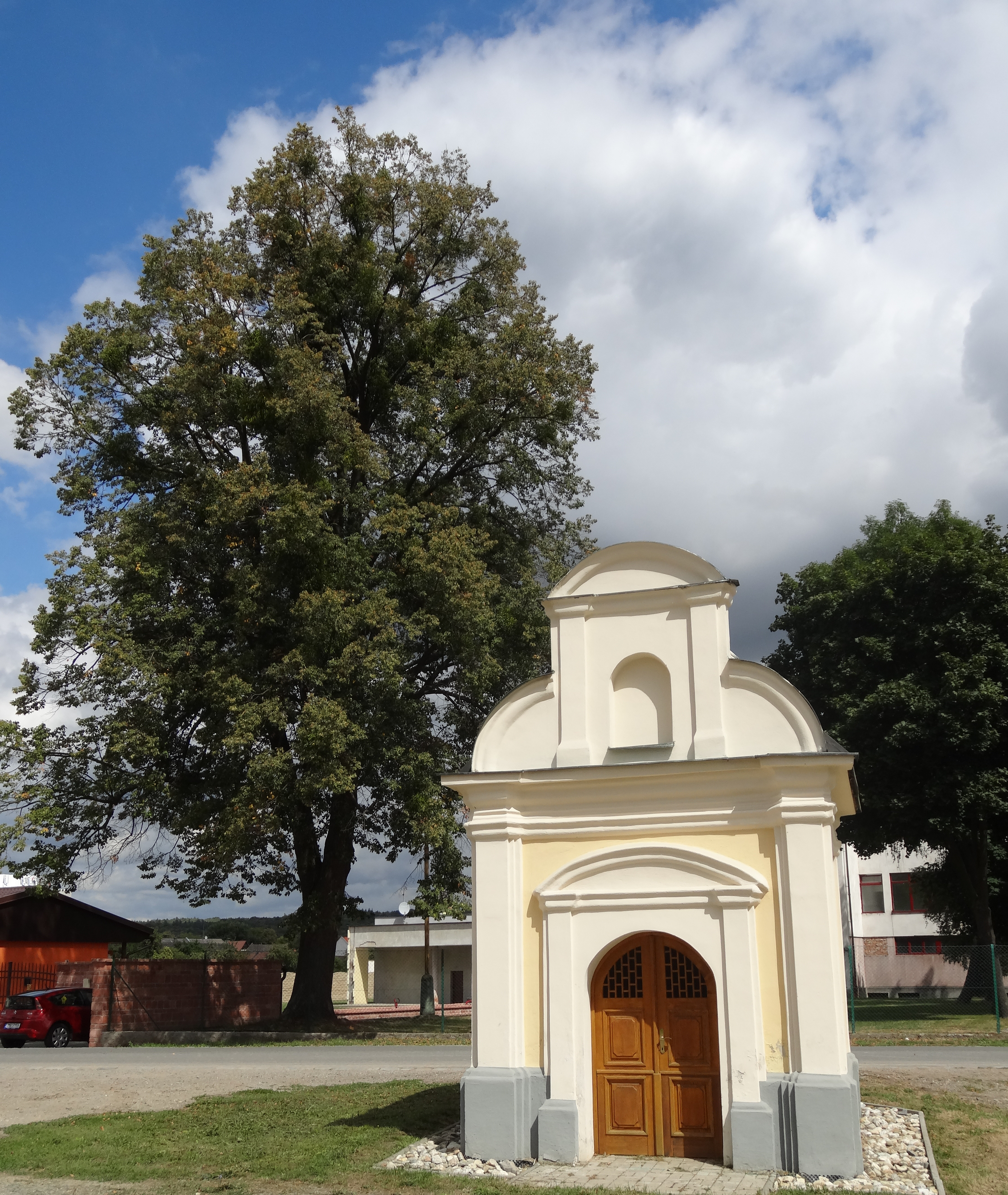
Kaple Nejsvětější Trojice v Moravičanech na Závodí

V katastru obce jsou evidovány tyto kulturní památky:

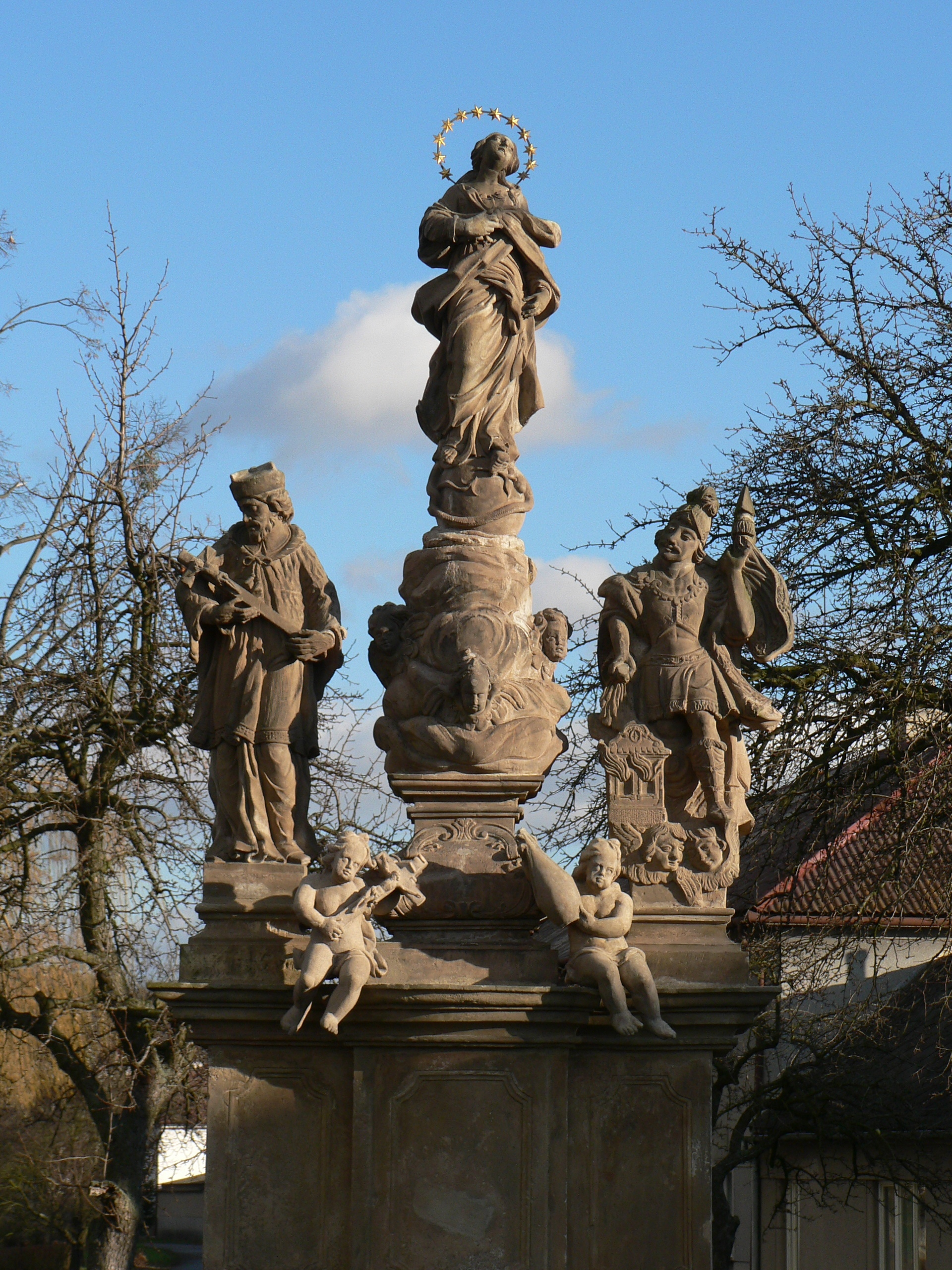
Sousoší Panny Marie, sv. Floriána a sv. Jana Nepomuckého na návsi

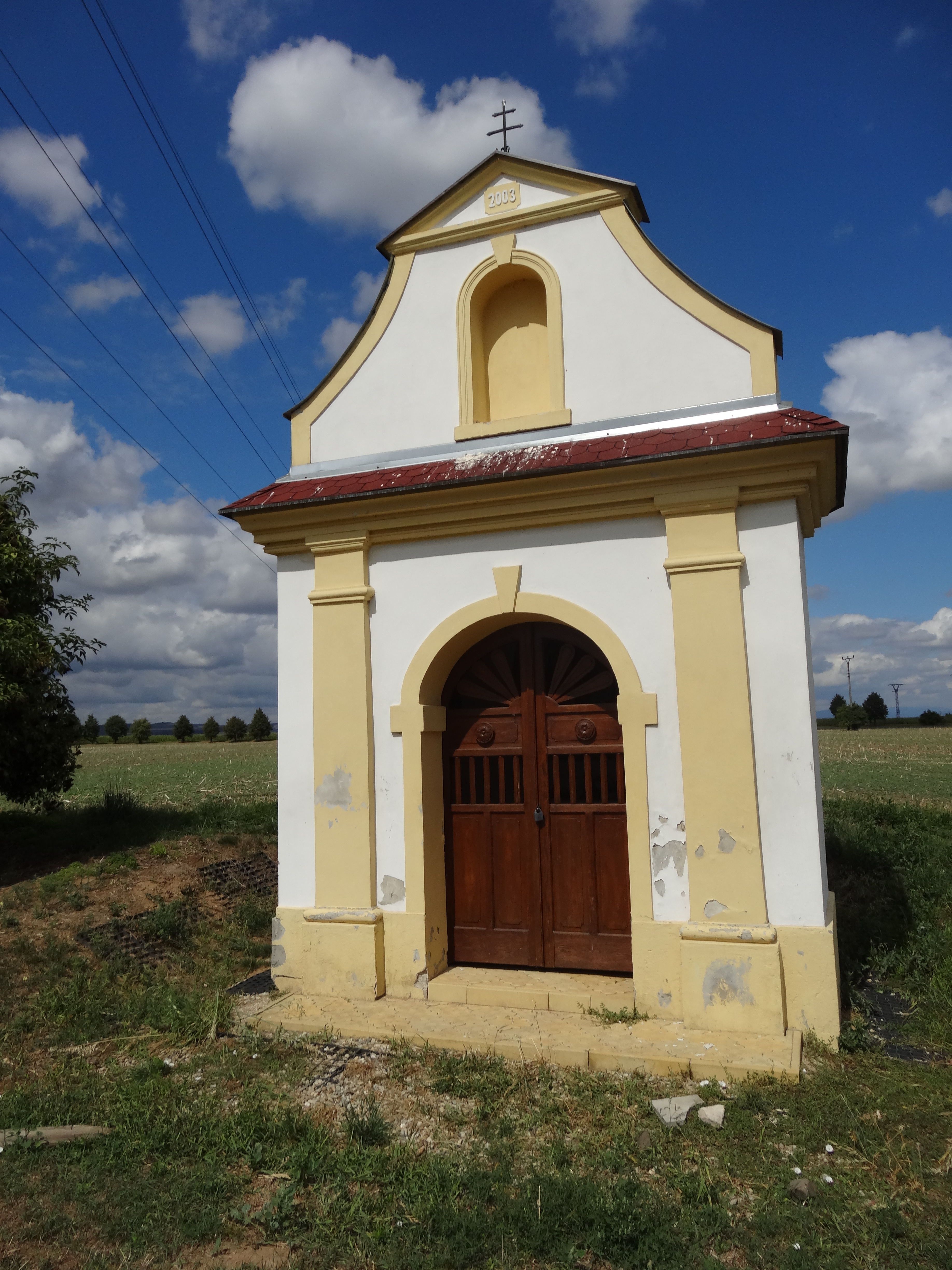
Kaple sv. Cyrila a Metoděje u staré cesty do Loštic

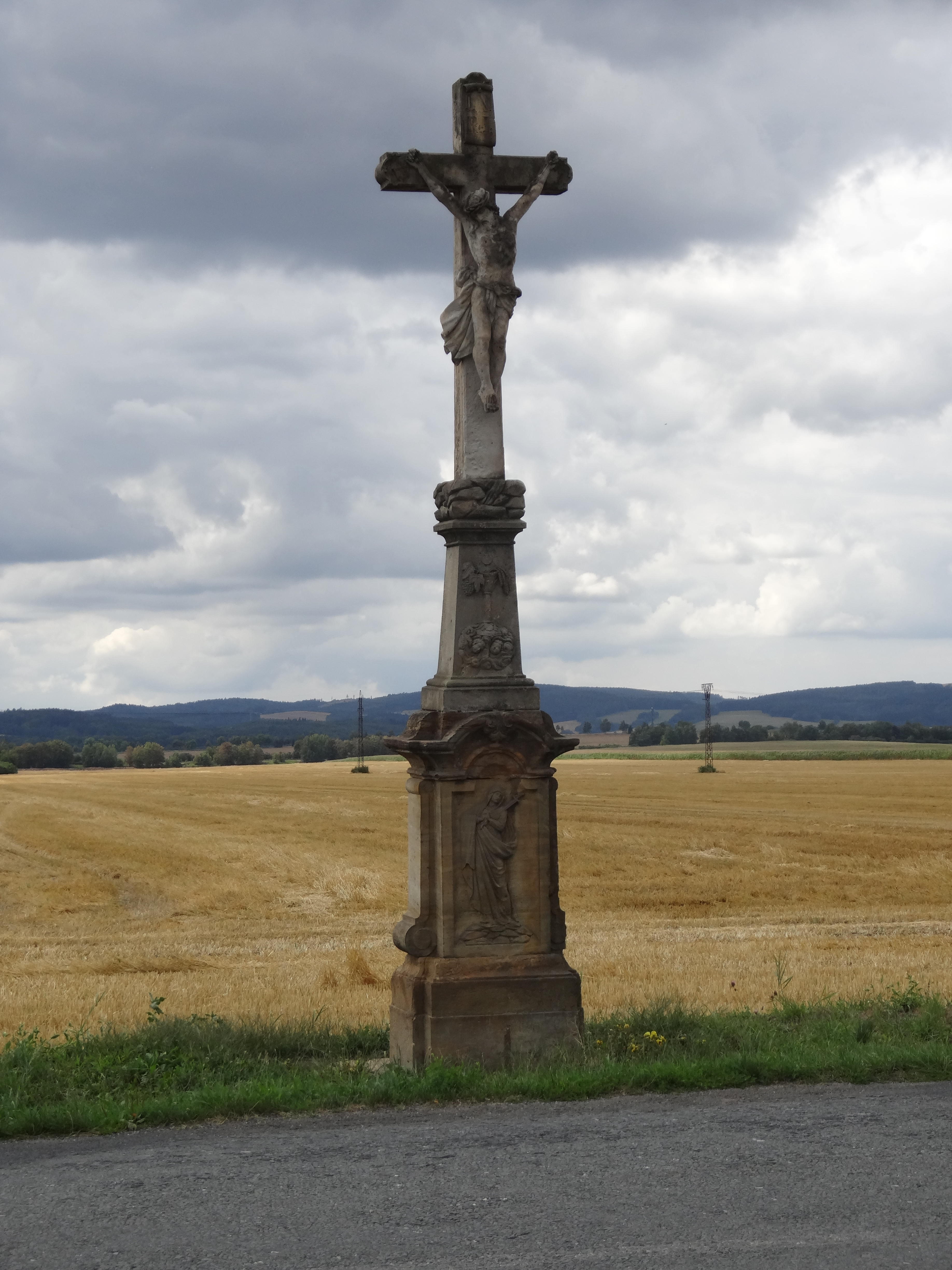
Kamenný kříž u moravičanské vodárny

- Kostel svatého Jiří s areálem – v jádru gotická stavba z konce 14. století, upravený v roce 1615 a koncem 17. století; severní kaple pochází ze 3. čtvrtiny 18. století; k areálu dále patří: fara, škola a obvodové zdi.
  - budova fary čp. 98 – v jádru pozdně renesanční stavba z doby kolem roku 1600, upravená v roce 1778 a v 1. polovině 19. století
  - škola čp. 100 – budova středověkého založení
  - brána s obvodovou zdí a edikulou – klasicistní architektura z přelomu 18. a 19. století
  - kaple s kněžskou hrobkou – klasicistní architektura z poloviny 19. století
- kaple sv. Cyrila a Metoděje (u staré cesty do Loštic) – klasicistní z konce 18. století
- sloup Panny Marie (starší sloup na návsi) – barokní z roku 1703
- sousoší Panny Marie, svatého Floriána a svatého Jana Nepomuckého (na návsi za mostem) – soubor barokních skulptur z poloviny 18. století
- hradiště a pohřebiště (v místě areálu farního kostela) – archeologická památka s nálezy z období moravské malované, lužické, laténské, germánské, slovanské a středověké kultury
- smírčí kříž (na návsi u kaple sv. Floriána) – památka ze 16. století

### Železný silniční most
V obci se donedávna nacházel nejstarší železný most v okrese Šumperk. Most, po kterém vedla silnice přes řeku Třebůvku byl projektován a vybudován v roce 1888 firmou bratří Kleinů. Technická data: rozpětí 30,60 metrů, šířka 3,60 metrů, výška nad terénem 3,90 metrů, výška parabolických nosníků 3,95 metrů. Původní mostovka byla v roce 1985 nahrazena železobetonovou deskou. Most byl ve špatném stavu, proto byl 5. 4. 2009 v rámci rekonstrukce odstraněn; byl nahrazen novým mostem.
Pamětihodnosti v katastru obce, které nejsou zapsány mezi kulturní památky:
- kaple sv. Floriána (na návsi) - klasicistní kaple je zasvěcena patronu hasičů – sv. Floriánovi. Kaple byla vystavěna v 18. století. V roce 1993 byla zrekonstruována k výročí SDH Moravičany. Interiér je vyzdoben malbami místního malíře P. Herziga, které jsou inspirovány zdejšími památkami. K této kapli se rovněž váže tradice, že každým rokem v předvelikonočním čase se tady schází místní mládež a chodívá s přestrojeným Jidášem klapat (hrkat) po celé dědině. Tento velikonoční zvyk se dochoval dodnes. Místní název kapličky je „Florejánek“.
- kaple Nejsvětější Trojice (u továrny) - Nynější klasicistní podoba kaple pochází z roku 1833 a dal ji vybudovat Ignác Kopp. Avšak v roce 1942 byl dřevěný reliéfní obraz Nejsvětější Trojice vyměněn obrazem svaté Otilie.
- kaple sv. Rocha (za Třebůvkou) - Postavena Josefem Homolákem v roce 1826. V 70. letech 20. století byla poškozena a zanikla.
- kříž v Záhumení - Vystavět jej zde nechali Jan a Mariana Křoupalovi v roce 1828.
- Zhánělův kříž (u ZŠ) - Kamenný husitský kříž na Farově nechal vystavět v roce 1806 moravičanský sedlák František Zháněl.
- kříž (při cestě do Loštic) - Kamenný kříž při cestě do Loštic nechali vystavět manželé Josef a Jenovéfa Jarolímovi z Moravičan v roce 1896. Mnohokrát byl poškozen. Původní kamenný kříž se nedochoval, proto byl nahrazen dřevěným a současně kovovým křížem na vrcholu podstavce. V podstavci se nachází reliéf Panny Marie Lurdské. Celý kříž byl rekonstruován a posvěcen v roce 2017.
- kříž (při cestě do Mohelnice) - Původně zde od roku 1748 stával dřevěný kříž, který vystavěl Fabián Frébort z Moravičan, později v roce 1896 byl nahrazen kamenným křížem a to zásluhou manželů Antonína a Terezie Winklerových.
- kříž (u vodárny) - Pochází z roku 1806. Vystavěl jej Gregorius Martinec z Moravičan. Obnoven byl roku 1869 Františkem a Vincencií Martincovými. Podstavec je z čelní strany zdobený reliéfem Panny Marie Bolestné. Dřík zdobí kalich s hostií, vinnou révou a obilné klasy. Pod těmito motivy eucharistie jsou reliéfní andílci. Na dřík nasedá kříž s plastickým tělem Krista.
- kříž (na hřbitově) - Kamenný kříž z maletínského pískovce vytvořil v roce 1880 sochařský mistr Kubíček z Maletína.
- misijní kříž (u kostela) - Vystavěn na připomínku lidových misií, které se v obci konaly v letech 1949 a 2017.[22]
- sloup Panny Marie (novější sloup na návsi) - Novější mariánský sloup byl slavnostně vztyčen v roce 1897. Zhotovit ji nechal olomoucký kameník Havlásek. Dodnes lidé ctí Pannu Marii a místní farnost zde pořádá mariánské modlitby.
- pomník obětem světových válek - sochu Plačící ženy zhotovil sochař Julius Pelikán v roce 1946.[13]
- pamětní deska F. Krušovi a R. Ambrožovi (na sokolovně) – věnována místním odbojářům.[23]
- pamětní deska padlým železničářům (na nádraží).[24]

## Doprava
Přes obec prochází páteřní železniční trať Česká Třebová – Přerov Česká Třebová – Přerov – Bohumín. Je zde vlaková stanice s dopravní obsluhou osobních vlaků (Kouty n. Desnou) – Šumperk – Olomouc – Prostějov – (Nezamyslice).
Hranici katastru protíná dálnice D35 (Mohelnice - Olomouc) s vlastním napojením – exit 240 – Moravičany, Loštice. Obcí prochází řada silnic III. třídy (4441, 4442 a 4443), které spojují obec se sousedními městy Loštice a Mohelnice. V obci je 5 autobusových zastávek s pravidelnou dopravou do Loštic a Mohelnice.

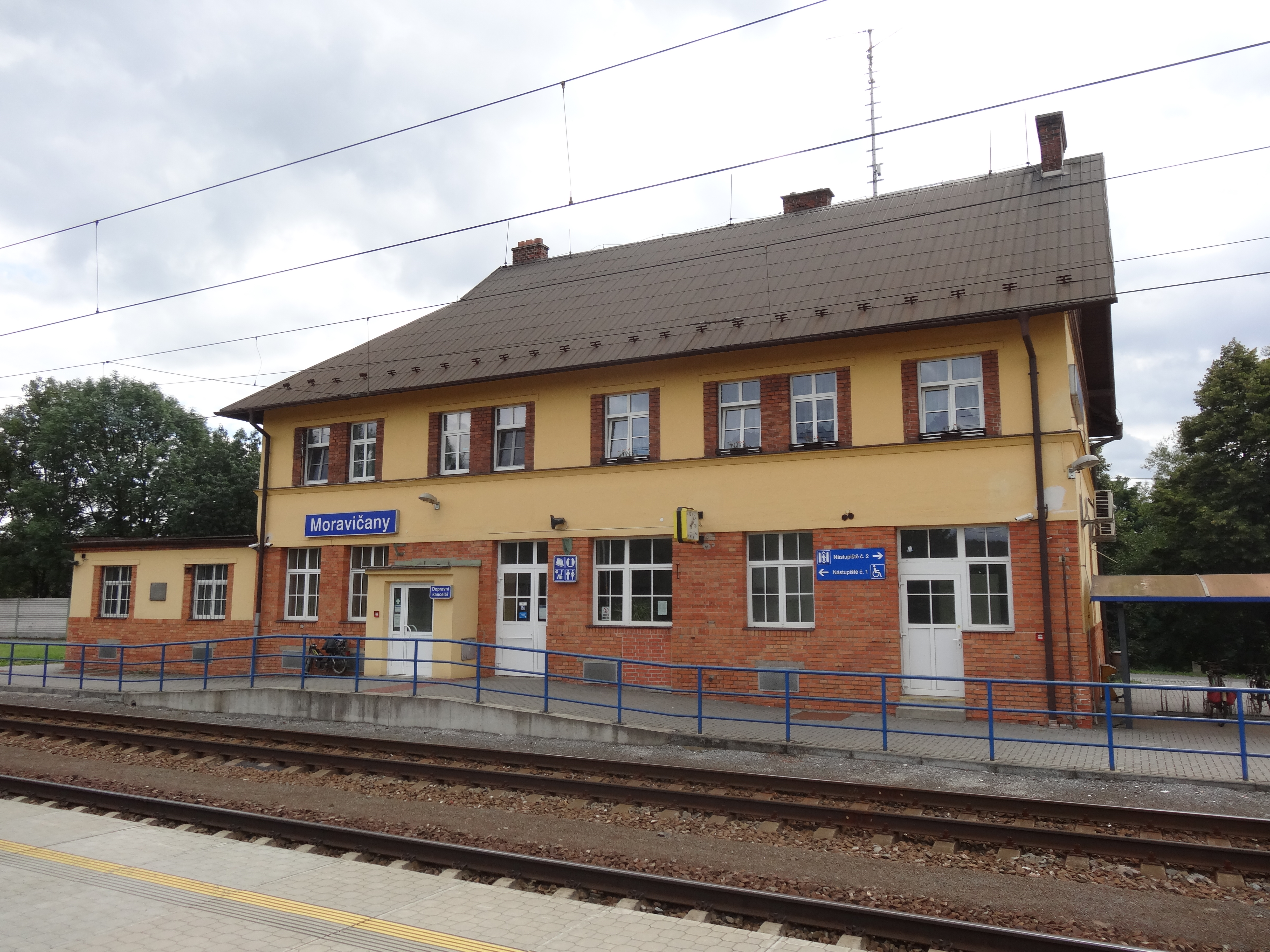
Vlakové nádraží z roku 1924

Obcí vedou cyklotrasy č. 51 (Olomouc – Litovel – Mohelnice – Hanušovice) a č. 6036 (Moravičany – Loštice – Bouzov – Javoříčko). Úsek Moravičany – Mohelnice vede po smíšené stezce pro pěší a cyklisty. Stezka bude od roku 2018 pokračovat obcí do sousední Doubravice. Přes Moravičany vede také modrá turistická značka (Úsov – Moravičany – Loštice – Bouzov – Javoříčko).

## Kultura a sport
V obci funguje T.J. Sokol Moravičany (sportovní klub), Moravičanské okrašlovaci spolek, TJ Tatran Moravičany (fotbalový klub), windsurfingový klub TJ Sokol Mohelnice, Kynologický klub Moravičany, myslivecký a včelařský spolek Moravičany, Sbor dobrovolných hasičů Moravičany, Český červený kříž Moravičany a Římskokatolická farnost Moravičany.
Pravidelné akce v obci: tříkrálová sbírka (v roce 2018 se na území obce vybralo 70 725 korun českých), plesy, velikonoční klapání, Moravičanské hody, turistický memoriál F. Kruše a R. Ambrože, Noc kostelů, Memoriál Zdeňka Horáka, Moravičanské vinobraní, poutě ke sv. Joséfku v Doubravě, adventní trhy a vánoční koledování, koncerty, výstavy, divadla, hasičské soutěže, sportovní utkání.

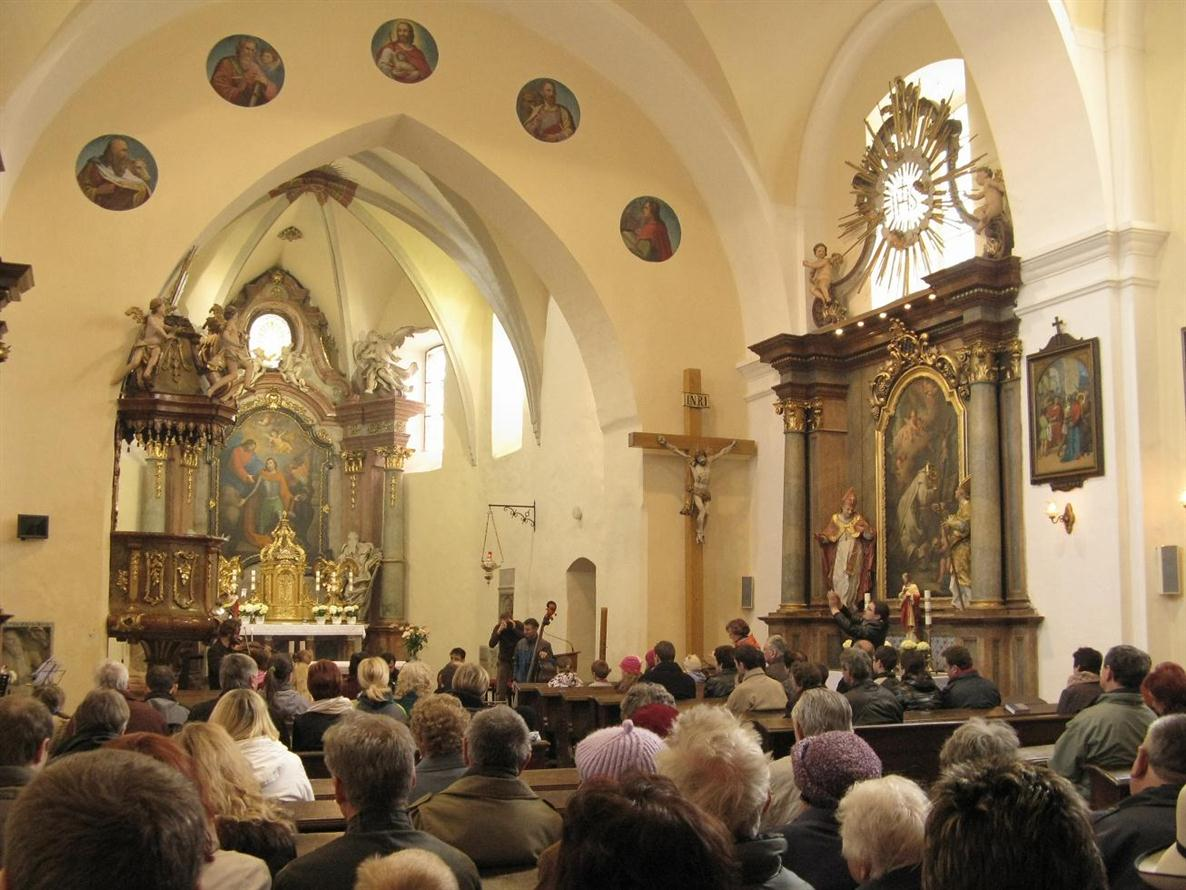
Interiér kostela sv. Jiří

Na území obce působí hudební kapela A.M.Úlet se svými přidruženými kapelami.

## Průmysl
V roce 1918 zde byla založena dřevařská továrna V. Kratochvíla. Vyráběly se zde americké dřevěné kolíčky, párátka a kopyta pro firmu Baťa. Po znárodnění podnik přešel pod nábytkářský závody UP Bučovice. Po roce 1989 zdejší průmysl zanikl. Od roku 2012 na území funguje rozvíjející se firma Logaritma a.s., která se zabývá výrobou a montáží světlometů pro automobilový průmysl. Také zde sídlí strojírenská firma Vinbra s. r. o., která se zabývá zpracováváním plechu pomocí CNC strojů. Významnou firmou v obci je rovněž Elbee Mobility, která vyvíjí a vyrábí malé automobily pro lidi s tělesným postižením.

## Zemědělství

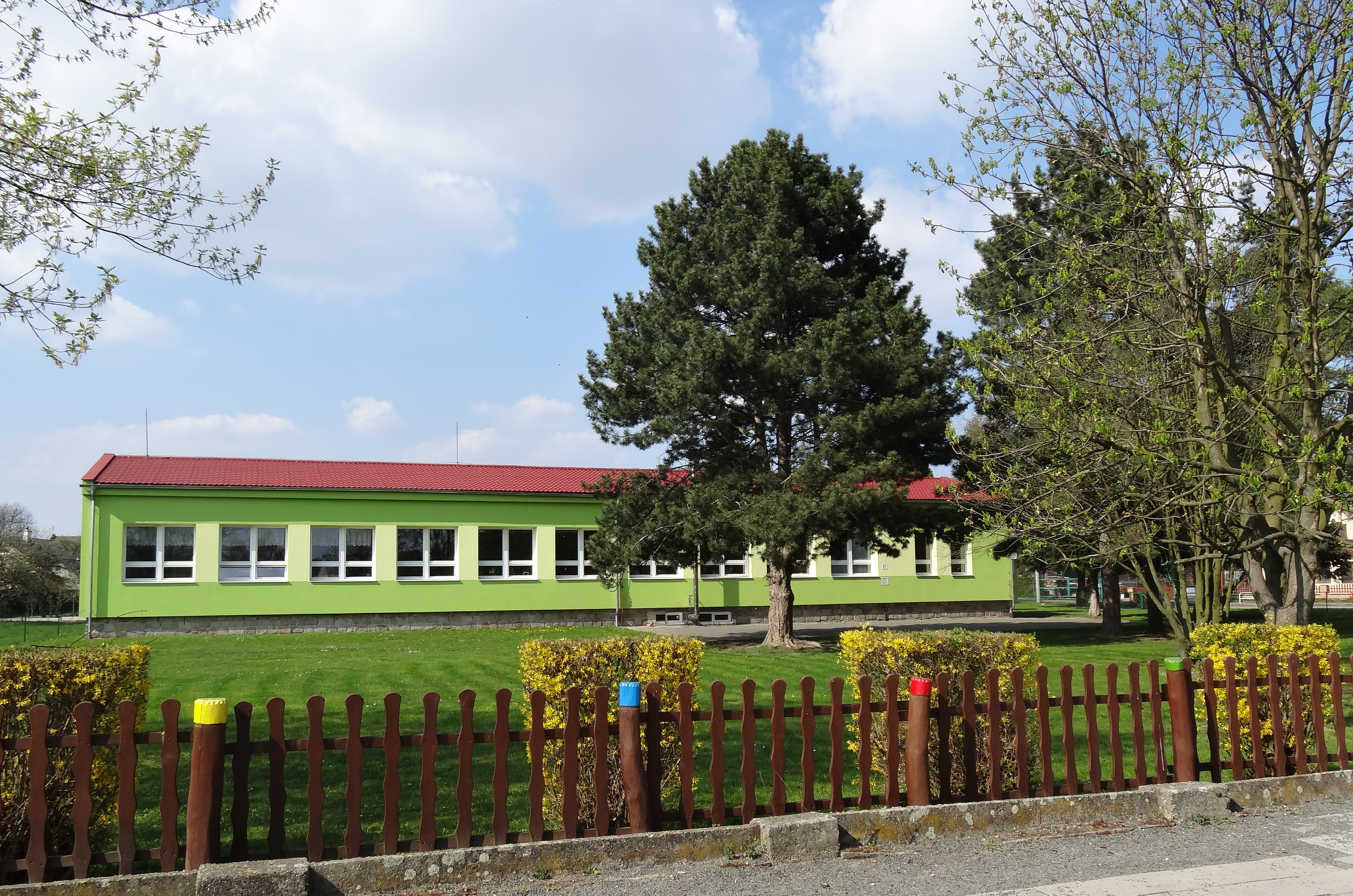
Základní škola z roku 1966

Již od pradávna se zdejší obyvatelstvo živilo zemědělstvím. V 18. a 19. století se rozmohlo statkářské soukromé zemědělství v celé obci, neboť úrodná oblast Hané měla vždy příhodné pěstitelské podmínky. V 50. letech 20. století v Moravičanech a Doubravicích vzniklo JZD, které ukončilo soukromé hospodaření statkářů. Po roce 1989 se družstvo připojilo k ZD Palomo a.s., které sdružuje téměř veškeré zemědělství v okolí Moravičan, Loštic a Palonína. Dříve významné zemědělství upadlo a k soukromému hospodaření se vrátilo jen pár statkářů. Zemědělský ráz obce přetrval dodnes.

## Řemesla a podnikání ve 30. letech 20. století
Kratochvíl a spol. - výroba nábytku - továrna amerických dřevěných kolíčků, párátek a kopyt, Zemědělské družstvo pro vedení a zužitkování elektrické síly v Moravičanech s. r. o., Rolnické mlékařské družstvo pro Moravičany a okolí s. r. o., Občanská záložna v Moravičanech s. r. o., Spořitelní a záloženský spolek v Moravičanech s. r. o., Nádražní restaurace, František Brauner - výroba mazadel, Antonín Vavrda - výroba cementového zboží, Hynek Navrátil - obchodník s dobytkem, Julius Kukula - holič, Hynek Gottwald - hostinský, trafikant a obchod se smíšeným zbožím, Albín Kunc - hostinský, Antonín Kutal - hostinský a truhlář, Hynek Navrátil - hostinský a trafikant, Bohumila Zahradová - hostinská a trafikantka, Františka Bukvicová - trafikantka, Richard Habermann - kapelník, František Vidrman - kolář, František Kratochvíl - kovář, František Ambrož - kovář, František Havlíček - krejčí, Anna Vavrdová - obchod s máslem a vejci, Matěj Chaloupek - obuvník, Josef Reisig - obuvník, Josef Hájek - pekař, František Martinec - pekař, Anna Tyrolová - porodní asistentka, František Červinak - řezník, Karel Merta - řezník, Alois Petřík - řezník, bratři Tauberové z Doubravic - sladovna.

## Školství a služby
V Moravičanech jsou 3 školská zařízení. Veřejná základní škola z roku 1966 a mateřská škola se školní jídelnou z roku 1974. Třetím zařízením je soukromá mateřská škola.
K dispozici je veřejná knihovna s internetem, pošta, 2 obchody a 2 hospody, dětské a fotbalové hřiště, vodácké tábořiště se zázemím, loděnice pro vodní sporty, tělocvična, jezero pro sportovní rybaření, dům s pečovatelskou službou, sběrný dvůr.
Další podniky a firmy působící v obci: Roman Ženožička - elektropráce; Stanislav Petřík - autoservis; Pavel Hrubý - odtahová služba; Autopress - autoservis; Ambrož Trade - dřevovýroba; Horníček ml.-pohřební služba - provoz pohřební služby; Honza Nor - autodoprava; BSH Diving - sportovní služby; KELLY EXPRES - autodoprava; Jiří Zháněl - voda, topení, plyn; Martinec Petr - cateringové služby; OCHRANA-DŘEVA - ochranná dezinfekce staveb; Půjčovna minibagrů - pronájem stavebních nástrojů; 1. Moravská obchodní - zámečnictví, elektroopravy; Hana Šipková - masérské, rekondiční a regenerační služby; Milan Králíček - opravy motorových vozidel; Martinec Jaromír - výroba el. energie, mlynářství; Krmelová Jiřina - cukrářská výroba; Hohn Martin Ing. - fotografování; ELOSERVIS.CZ - servis domácích spotřebičů; JV PAPÍRENSKÉ ZBOŽÍ - kancelářské zboží; Jitka Hlochová - kadeřnické služby; BLAŽKOVÁ LENKA Ing. - překlady, tlumočení; HOLÁ LENKA PhDr. Ph.D. - advokátní činnosti; ELNEROVÁ IVETA - oděvy; MAS Mohelnicko, z. s. - cechy, sdružení, asociace; Milena Strupková - cukrářská výroba; Truhlářství Rozman - výroba nábytku; Kratochvílová Marcela-Kadeřnictví - kadeřnický salón a služby; Josef Bílek - truhlářství.

## Pověsti

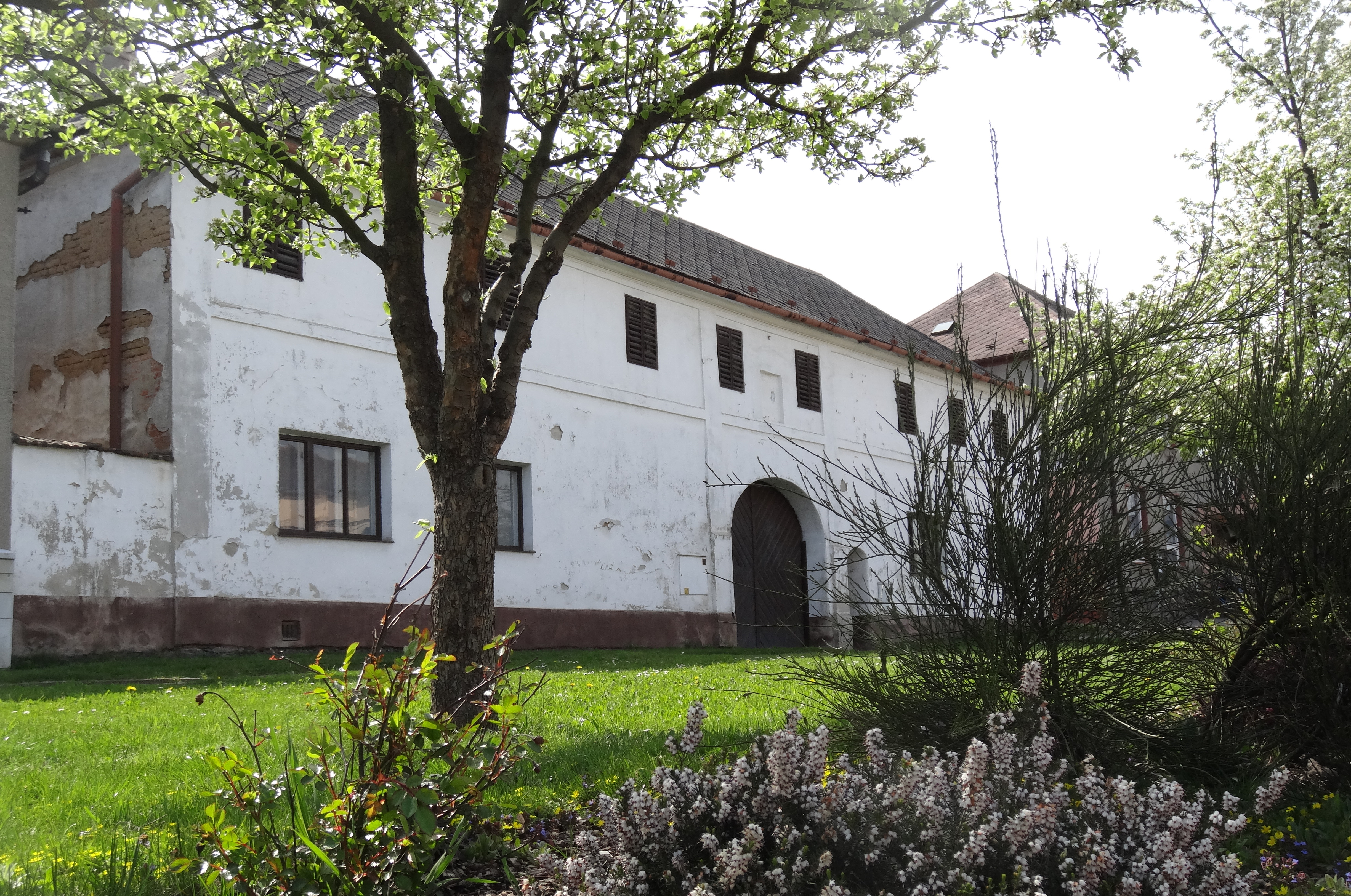
Hanácký statek na moravičanské návsi

O počátku Moravičan: Podle lidové pověsti tvořily počátek Moravičan domky rybářů na Záhumení, kteří v Moravě lovili (čanili), a tak dostala vzniklá ves název „Moravičany.“
Známá je také pověst O Moravičanském hastrmanovi, který pobýval poblíž Farova v tůních u Třebůvky, nebo O rybáři Lukášovi z moravičanského Koutu.
Další pověst se váže k moravičanskému smírčímu kříži – O osudu sedlákovy rodiny. Dle této pověsti vedle „našeho“ kříže kdysi nalezli zesnulou matku sedláka Jana Janíčka. Ta kříž křečovitě objímala oběma rukama a byla oblečena ve sváteční černé. Při sundávání zesnulé jí dokonce museli obě ruce zlomit. A sedlák Janíček od té doby neměl rád černou barvu. Několikrát se mu matka zjevila ve snu a vždy otevřela skříň, ve které měl starý svatební oblek. Tak si ho jednou oblékl a vydal se v něm ke kříži za vesnici. U něj zrovna odpočívala stará Hanzálková - celá v černém – a Janíček v hrůze, že je to jeho matka, padl mrtev k zemi.
Velice známým příběhem je pověst O vzniku kaple sv. Josefa nad obcí. Traduje se, že ji nechal postavit polesný, jistý Josef Chaloupský, údajně někdy kolem 16. století jako vděk za záchranu života před divou zvěří.
Další pověsti: Troubící studánka, Doubravák z Doubravy, U Chmeléna, Moravičanský hastrman, Ve službě u hastrmanky od moravičanského rodáka Vlastimila Ambrože.

## Okolí
V okolí Moravičan se nachází Chráněná krajinná oblast Litovelské Pomoraví, hrad Bouzov, zámek Úsov , Mírov, arboretum Bílá Lhota, Javoříčské jeskyně a Mladečské jeskyně.
Vzdálenosti do okolních měst: Mohelnice - 3 km; Loštice - 2,5 km; Zábřeh - 18 km; Uničov - 18 km; Moravská Třebová - 25 km; Litovel - 12 km; Olomouc - 30 km; Šumperk - 30 km; Šternberk - 33 km; Prostějov 42 km; Konice 25 km.

## Obyvatelstvo
Vývoj počtu obyvatel v obci Moravičany: (*tento počet obyvatel je pouze v Moravičanech, bez Tkanovic, Doubravic a Mitrovic)
| rok                       | 1786 | 1793 | 1815 | 1837 | 1869 | 1880 | 1890 | 1900 | 1910 | 1921 | 1930 | 1950 | 1961 | 1970 | 1980 | 1991 | 2001 | 2005 | 2010 | 2011 | 2015 | 2017 |
| ------------------------- | ---- | ---- | ---- | ---- | ---- | ---- | ---- | ---- | ---- | ---- | ---- | ---- | ---- | ---- | ---- | ---- | ---- | ---- | ---- | ---- | ---- | ---- |
| počet obyvatel Moravičany | 656* | 567* | 515* | 705* | 1280 | 1246 | 1246 | 1258 | 1336 | 1356 | 1395 | 1167 | 1158 | 1156 | 1178 | 1124 | 1192 | 1183 | 1244 | 1262 | 1299 | 1300 |

### Zajímavosti ze statistik
V roce 2001 bylo v Moravičanech 350 trvale obydlených domů a celkem 421 domácností. Z celkových 1192 obyvatel bylo 615 ekonomicky aktivních a polovina z nich pracovala v průmyslu. Věřících zde bylo evidováno 537.
V roce 2011 bylo v Moravičanech 383 trvale obydlených domů a celkem 459 domácností.
Ke dni 31. 12. 2017 byla nezaměstnanost v obci 3,15 %.
Ke dni 31. 12. 2016 byl průměrný věk v obci 42 let.

## Osobnosti

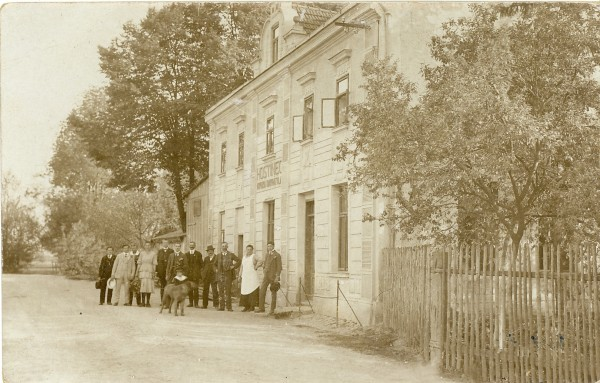
Rodný dům ak. malíře Karla Jílka

Jedná se o osoby, které se v obci narodily, zemřely anebo zde nějakou dobu pobývaly. Osobnosti jsou řazeny podle roku narození.
- Jan Nepomucký Tutta (1781–1851), moravičanský rodák (č.p. 177), vystudoval na kněze, psal básně, farář a děkan opatovický, patřil k prvním národním buditelům na Hané, jeho některé statě zařadil Josef Jungmann do svých Dějin literatury české.
- František Pluskal Moravičanský (1811–1901), moravičanský rodák (č.p. 121), lékař, archeolog, přírodovědec, botanik, historik a spisovatel mnoha odborných knih. (např. Děje říše Velkomoravské : od počátku až do rozpadu jejího leta Páně 907 (1883), nebo Staromoravské církevní děje od počátku až do zajití arcibiskupství velehradského léta Páně 1042 (1887)).
- Josef Talský (1836–1907), moravičanský rodák, byl synem moravičanského učitele, sám vystudoval učitelství a působil na nižší reálném gymnáziu v Novém Jičíně. Věnoval se studiu ptactva, účastnil se ornitologických evropských sjezdů. Byl známý ve vědeckých kruzích, napsal řadu článků a odborných publikací.
- František Srbecký, (1840–1909) rodák z Věžek u Kroměříže, katolický kněz a politik, zemský poslanec, zemřel v Moravičanech.
- P. Eduard Domluvil (1846–1921), moravičanský rodák (č.p. 70), v roce 1869 vysvěcen na kněze. Založil muzeum ve Valašském Meziříčí, byl členem muzejní společnosti v Brně, věnoval se historii a především národopisným muzejním sbírkám.
- Prof. Vlastimil Ambrož (1880–1940), moravičanský rodák, byl profesorem češtiny, latiny a řečtiny na gymnáziích. Od roku 1904 uveřejňoval stati o historii Moravičan ve vlastivědném sborníku Severní Morava, věnoval se studiu sv. Jeronýma. V letech 1919–1925 byl kronikářem obce.
- Karel Jílek (1896–1983), moravičanský rodák (č.p. 132 – bývalý hostinec K. Navrátila), akademický malíř a grafik, spřízněn s malířem Adolfem Kašparem, žák Maxe Švabinského. Patřil k impresionistům, věnoval se krajinomalbě, četně vystavoval svá díla v naší republice i v zahraničí; Moravičanům daroval obraz Ukládání Krista do hrobu.
- František Kruš (1898–1944), rodák z Leštiny u Zábřeha, od roku 1923 žil v Moravičanech ve vile č.p. 81, byl učitelem v Doubravici, Moravičanech a Lošticích, aktivní člen moravičanského Sokola, patřil k hrdinům severomoravského protifašistického odboje, od roku 1939 žil v ilegalitě, zastřelen gestapem 14. 1. 1944 na statku č.p. 5 v Ochozi u Konice. Na návsi v Ochozi stojí pomník s jeho jménem a jmény manželů Faltýnkových, kteří za jeho ukrývání byli popraveni 4. 4. 1945 v pankrácké věznici.[41]
- Rostislav Ambrož (1903–1942), aktivní člen místní organizace Sokol, protinacistický odbojář, popraven v Osvětimi, na počest Rostislava Ambrože a Františka Kruše byla po 2. světové válce na sokolovně odhalena pamětní deska, dodnes se na jejich připomínku koná v obci turistický pochod Memoriál F. Kruše a R. Ambrože pod organizační záštitou Sokola Moravičany.
- P. Josef Novák (1909–1993.) rodák z Krásenska u Vyškova, kněz, archeolog, historik, celý svůj aktivní život prožil v Moravičanech jako farář zdejší farnosti. Napsal tři díly dějin Moravičan a Doubravice, byl dlouholetým obecním kronikářem. Významně se zapsal do dějin jako archeolog a badatel pravěkých kultur na Mohelnicku, v Moravičanech a okolí prováděl odborné výzkumné práce, významné vykopávky jsou dodnes k vidění v expozici Pravěk Mohelnicka v mohelnickém muzeu.
- Josef Olejník (1914–2009), katolický kněz, hudebník, pedagog a významný skladatel liturgické hudby, v devadesátých letech 20. století vypomáhal v moravičanské farnosti.
- Štěpánka Mertová (roz. Rychterová 1930–2004), rodačka z Moravičan, československá atletka, reprezentovala na olympijských hrách v hodu diskem: ME 1954 Bern (4. místo); LOH 1956 Melbourne (8. místo); ME 1958 Stockholm (2. místo – bronzová medaile pro Československo); LOH 1960 Řím (11. místo).[42]
- Vladimír Gottwald (* 1946), moravičanský rodák, jeden ze dvou současných výtvarníků – medailérů Královské australské mincovny, autor několika nynějších mincí Australského dolaru.
- Ladislav Brázdil st., v roce 2003 přišel s myšlenkou vyvinout automobil pro vozíčkáře, v roce 2005 se podařilo vyvinout první prototyp, dnešní automobil Elbee úspěšně dobývá evropský trh.[43]
- Jaromír Martinec (1973), moravičanský rodák, technik závodních vozů Tatra, účastník závodů Rallye Dakar, jezdí s posádkou Alberta Llovera z Andorry.[44]
- Michal Kvapil (1991), moravičanský rodák, vicemistr Evropy z roku 2012 a reprezentant ČR v lakrose. Zakladatel brněnského lakrosového klubu Brno Ravens LC.

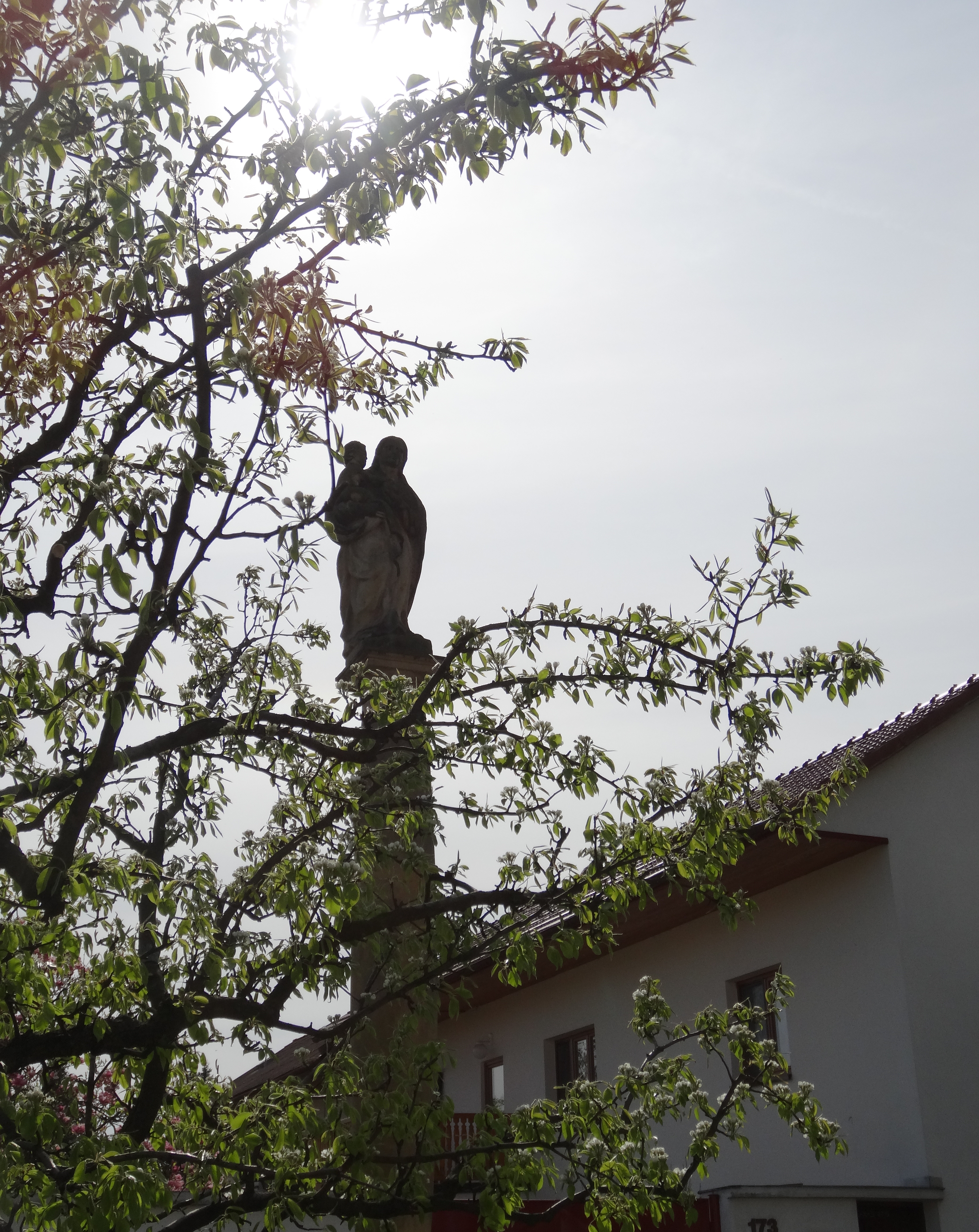
Starší sloup Panny Marie na návsi

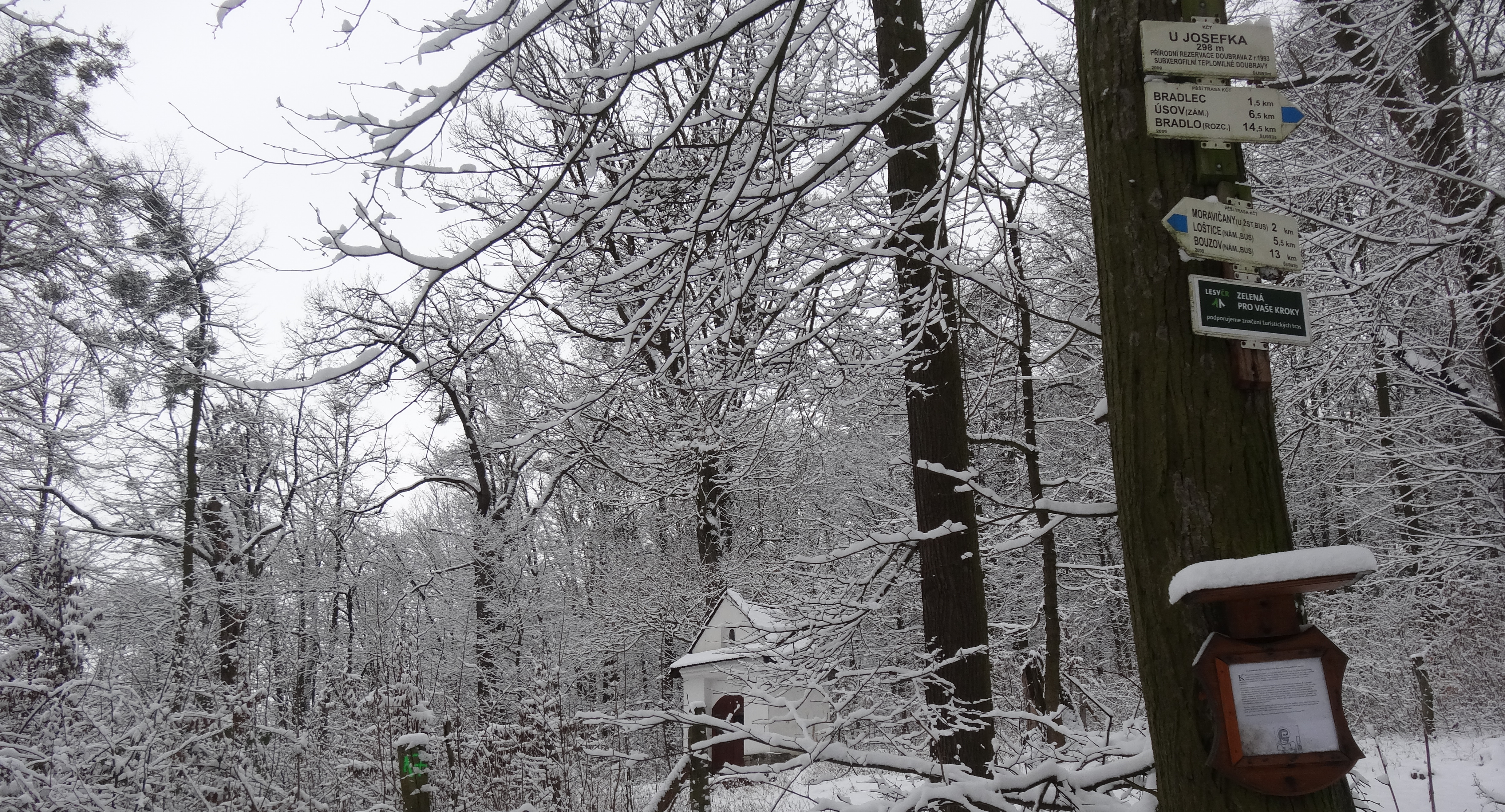
U kaple sv. Josefa v Doubravě

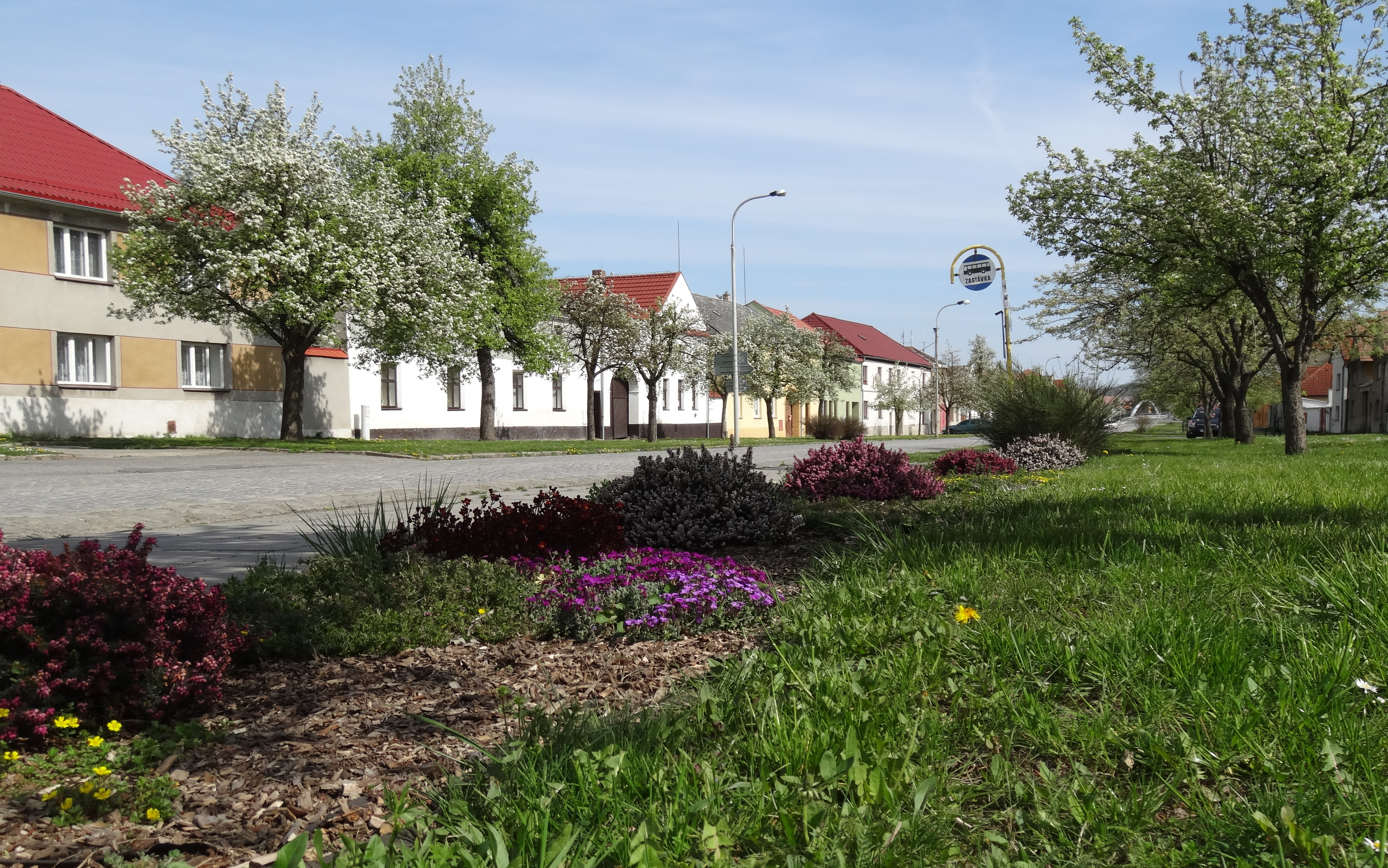
Náves je přirozené centrum obce

## Části a čtvrti obce
oficiální části obce:
- Moravičany
- Doubravice (od roku 1976)
- Mitrovice (od roku 1976)

historické čtvrti:

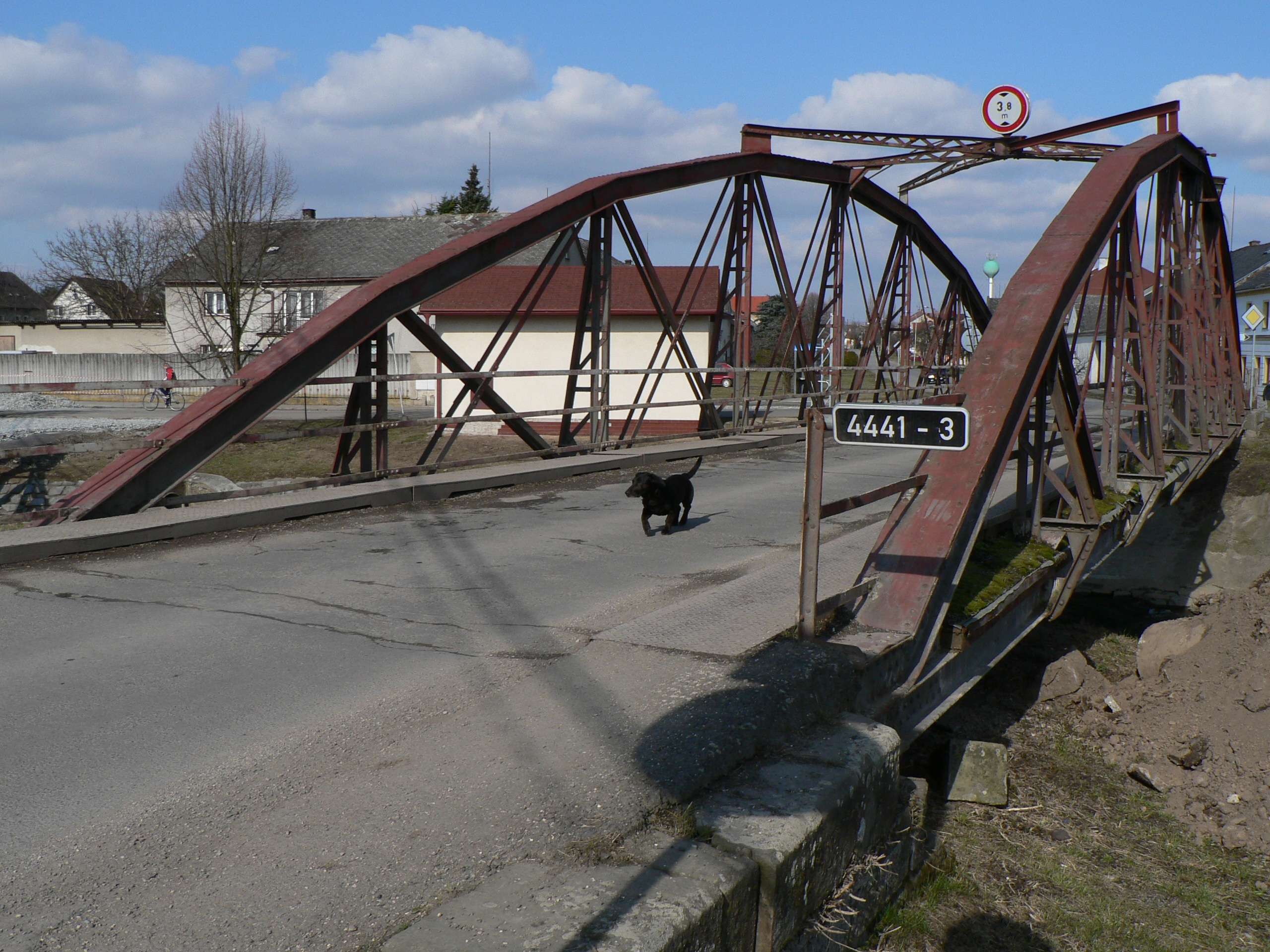
Železný most v Moravičanech několik dní před demontáží

- Závodí – část obce podél pravého břehu Třebůvky
- Záhumení – nejstarší část obce poblíž soutoku Moravy a Třebůvky
- Kout (Kót) – malá uzavřená čtvrť u mostu
- Náves (Dědina) – centrum obce, vystavěna plánovitě kolem roku 1500, jsou zde dochovány velké rolnické statky typické pro hanáckou ves
- Hliník (Hlênik) – v letech 1672–1815 zde fungovala cihelna, v 19. století se na tomto místě, kde se těžila hlína, postavily malé domky pro chudší obyvatele vsi, typické jsou úzké uličky a malé přízemní domky
- Tkanovice (Tkanowitz) – vznikly z rozděleného panského dvora v roce 1786, osada se pojmenovala podle správce doubravického panství – J. N. Tkaného, původně zde žilo německé obyvatelstvo, které se později počeštilo, osada je dnes součásti Moravičan (severní část obce)
- Farov (Farof) – čtvrť mezi základní školou a fotbalovým hřištěm, domky vyrostly na farních pozemcích mezi světovými válkami
- Benátky – čtvrť rodinných a řadových domů poblíž nádraží, dříve záplavová oblast, po častých záplavách se části vžil název Benátky
- Obora – čtvrť vznikla na východním humně starých statků
- Příčky – čtvrť vznikla po roce 2000 na původních polích a sadech, polnosti se nazývaly Na Příčkách